# 요시다 코타로
요시다 코타로(일본어: 吉田 鋼太郎, 1959년 1월 14일 ~ )는 일본의 배우이다.
도쿄도 출신. 호리프로 부킹 에이전시 소속.

## 출연

### 영화
- 2019년 루팡 3세: 더 퍼스트 - 람베르 역 (목소리)
- 2019년 드래곤 퀘스트: 유어 스토리 - 게마 역 (목소리)
- 2019년 극장판 파이널 판타지 XIV 빛의 아이들 - 람베르 역 (목소리)
- 2019년 극장판 신칸센 변신로보 신카리온: 미래에서 온 신속의 ALFA-X
- 2019년 극장판 도라에몽: 진구의 달 탐사기 - 디아블로 역 (목소리)
- 2019년 빛의 아버지: 파이널 판타지 XIV - 이야모토 아키라 역 (목소리)
- 2019년 극장판 아재스러브 - 쿠로사와 무사시 역
- 2020년 카이지 파이널 게임 - 쿠로사키 요히시로 역
- 2023년 유토리입니다만 무슨 문제 있습니까 인터내셔널 - 아소 이와오 역